# Satellite of Love (Lou Reed)
"Satellite of Love" is een nummer van de Amerikaanse artiest Lou Reed. Het nummer werd uitgebracht op zijn album Transformer uit 1972. In februari 1973 werd het nummer uitgebracht als de tweede single van het album.

## Achtergrond
"Satellite of Love" is geschreven door Reed  en geproduceerd door David Bowie en Mick Ronson. Reed schreef het nummer in 1970 toen hij nog lid was van de band The Velvet Underground. Zijn medebandlid Doug Yule vertelde in een interview dat Reed hem voor het eerst over het nummer vertelde in de zomer van 1970 terwijl zij een limousine deelden met hun manager Steve Sesnick: "Steve zei dat we airplay nodig hadden, en Lou zei dat hij een nummer genaamd 'Satellite of Love' had, en hij had het over de satelliet die toen net was gelanceerd en die veel in het nieuws was, omdat we middenin de ruimtewedloop zaten, en Steve Sesnick zei, 'Ja, dat kan wel wat worden!'" De band nam het in de zomer van 1970 op tijdens de sessies voor Loaded, maar het verscheen uiteindelijk niet op het album.
"Satellite of Love" gaat over een man die op de televisie naar de lancering van een satelliet kijkt en nadenkt over zijn vriendin, die ontrouw aan hem is. Bowie en Ronson verzorgen de achtergrondzang op het nummer, wat het beste te horen is tijdens het laatste refrein. De versie van The Velvet Underground was vrijwel onbekend, totdat deze in 1995 werd uitgebracht op de boxset Peel Slowly and See. Deze versie heeft een ietwat andere tekst, waarin onder meer wordt verwezen naar het kinderrijmpje Wynken, Blynken, and Nod. Reed vertelde over deze tekst: "Jezus. Dit kun je beter vergeten. Ik wilde nog geen echte namen gebruiken. Ik wilde waarschijnlijk namen gebruiken waarvan ik wist dat ze niets voor mij betekenden."
"Satellite of Love" werd een klein hitje. In het Verenigd Koninkrijk behaalde de single plaats 51, terwijl het in de Verenigde Staten niet verder kwam dan plaats 119. In 2004 verscheen een remake van het nummer onder de titel "Satellite of Love '04" in het Verenigd Koninkrijk, gemaakt door Groovefinder's Dab Hands. Deze versie behaalde de tiende plaats in de UK Singles Chart. In Nederland stond deze versie in de week van 14 augustus 2004 eenmalig op plaats 100 in de Single Top 100. Een andere bekende cover is afkomstig van U2, die het onder meer speelde tijdens hun optreden op Live Aid (als onderdeel van "Bad") en het in 1992 uitbracht op de B-kant van "One". Tijdens de daaropvolgende Zoo TV Tour speelde de band het live en zong Reed een aantal keren zelf mee. Andere covers zijn afkomstig van Beck, The Bravery, Eurythmics, Milla Jovovich (voor de film The Million Dollar Hotel), Morrissey, Porno for Pyros en Leo Sayer.

## NPO Radio 2 Top 2000
| Nummer met noteringen in de NPO Radio 2 Top 2000 | '99  | '00-'12 | '13  | '14  |
| ------------------------------------------------ | ---- | ------- | ---- | ---- |
| Satellite of Love                                | 1415 | -       | 1196 | 1964 |

1. ↑  Een '-' betekent dat het nummer niet was genoteerd en een vetgedrukt getal geeft de hoogste notering aan.
2. ↑  Deze tabel is bijgewerkt tot en met de laatste editie (2024).